# Ernst Küchler
Ernst Küchler (* 7. April 1944 in Freiburg im Breisgau) ist ein Politiker der SPD, der er 1969 beitrat. Zuvor war er Mitglied der CDU, was der Öffentlichkeit und seinen Mitarbeitern kaum bekannt war. Von 1998 bis 2004 war er Mitglied im Deutschen Bundestag. Er schied freiwillig aus dem Bundestag aus, um Oberbürgermeister der Stadt Leverkusen zu werden.

## Leben
Küchler ging auf das Gymnasium in Freiburg, wo er 1965 sein Abitur machte. Anschließend studierte er an den Universitäten in Berlin und in Freiburg Politikwissenschaften, nach vier Jahren schloss er sein Studium als Diplompolitologe ab. 
Von 1970 bis 1973 war er persönlicher Referent des damaligen Leverkusener Oberbürgermeisters Wilhelm Dopatka. 1973 bis 1985 war er Leiter der Volkshochschule Leverkusen. 1985 wechselte er nach Köln, wo er Direktor der Volkshochschule Köln wurde. Nach deren Umwandlung in ein Amt für Weiterbildung wurde er 1991 dessen Leiter. Bis 1998 hatte er diese Position bei der Stadt Köln inne. Seine Amtszeit ist gekennzeichnet von der partiellen Dezentralisierung der Volkshochschule und der Umstellung ihrer Verwaltung auf EDV-gestützte Betriebsabläufe. Wegen seiner Wahl in den Bundestag musste er seine Tätigkeit bei der Stadt Köln aufgeben.  

## Politik
Küchler trat bereits 1969 der SPD bei und wurde 1993 Vorsitzender der Partei in Leverkusen. Ein Jahr später wurde er Mitglied des Rates der Stadt und bei der Bundestagswahl 1998 wurde er im Wahlkreis Leverkusen – Rheinisch-Bergischer Kreis II direkt in den Deutschen Bundestag gewählt. Dort war er als ordentliches Mitglied im Ausschuss für Bildung, Forschung und Technikfolgenabschätzung vertreten. Als stellvertretendes Mitglied war er im Petitionsausschuss tätig. Bei der Bundestagswahl 2002 wurde er zwar wiedergewählt (nunmehr im Wahlkreis Leverkusen – Köln IV), schied allerdings am 15. Oktober 2004 freiwillig aus, da er das Amt des Oberbürgermeisters von Leverkusen antrat. Als Nachfolgerin im Deutschen Bundestag zog Martina Eickhoff ein. Bei den Kommunalwahlen 2009 trat Küchler als Kandidat der SPD und der Partei Bündnis 90/Die Grünen an. Mit einem Stimmenanteil von 39,0 % unterlag er jedoch dem Kandidaten von CDU und FDP, Reinhard Alfred Buchhorn, der 39,9 % der Stimmen erreichte und Küchler somit am 21. Oktober 2009 als Oberbürgermeister ablöste. Sein Mandat im Rat der Stadt Leverkusen nahm er bis 2014 weiterhin wahr. Er kandidierte 2014 nicht wieder.